# Fehérfejű szövőmadár
A fehérfejű szövőmadár vagy más néven fehérfejű bivalyszövő (Dinemellia dinemelli) a madarak osztályának  verébalakúak (Passeriformes) rendjéhez, ezen belül a szövőmadárfélék (Ploceidae) családjához tartozó Dinemellia nem egyetlen faja.

## Rendszerezése
A fajt Eduard Rüppell német ornitológus írta le 1845-ben, a Textor nembe Textor dinemelli néven.

## Alfajai
- Dinemellia dinemelli boehmi (Reichenow, 1885)
- Dinemellia dinemelli dinemelli (Rüppell, 1845)[2]

## Előfordulása
Kelet-Afrikában, Dél-Szudán, Dzsibuti, Etiópia, Kenya, Szomália, Szudán, Tanzánia és Uganda területén honos. Természetes élőhelyei a szubtrópusi vagy trópusi füves puszták, szavannák és cserjések. Állandó, nem vonuló faj.

## Megjelenése
Testhossza 18 centiméter, testtömege 57–85 gramm. Csőre feketés barna, lába sötétbarna. Feje és hasi része fehér, dolmánya, evező- és kormánytollai világosabban szegett csokoládébarnák, a szárny ormán lévő kis folt, a farcsík és a farkfedők bíborpirosak.
|  |

## Életmódja
Elsősorban rovarokkal, magvakkal és gyümölcsökkel táplálkozik, melyet a földön keresi az akáciák és a tüskés bokrok alatt. Párosával vagy kisebb csapatban él. Gyakran társul a háromszínű fényseregély (Lamprotornis superbus) csapataihoz.

## Szaporodása
Laza kolóniákban fészkel. Nagy méretű, rendetlen benyomást keltő fészkeit tüskés ágakból építi az akáciafák ágai közé. A bejárónyílás alul található. Belül puha füvekkel béleli ki a fészekkamrát a tojó.

## Természetvédelmi helyzete
Az elterjedési területe rendkívül nagy, egyedszáma pedig stabil. A Természetvédelmi Világszövetség Vörös listáján nem fenyegetett fajként szerepel.